# Привредни сајам
Привредни сајам (привредна изложба или експо), изложба која се организује са циљем да компаније из појединих индустријских грана изложе и прикажу-представе своје најновије производе и услуге, сретну се са индустријским партнерима и купцима, увиде активности конкурената и да проуче нове тржишне трендове и шансе. За разлику од потрошачких сајмова, само су поједини привредни сајмови отворени за јавност, док на другима могу присуствовати само представници компанија (чланови привреде, на пример, стручњаци, професионалци) и представници медија, самим тим привредни сајам се може класификовати као "јавни" или као "само привредни". Свега неколико сајмова представља хибридну врсту састављену од оба типа; један од примера је Сајам књига у Франкфурту, који је "само привредни" првих три дана, а отворен за ширу јавност последња два дана. Привредни сајмови се редовно одржавају на редовној основи, на готово свим тржиштима и обично привуку компаније из целог света. На пример, у САД-у тренутно има више од 10.000 привредних сајмова који се одржавају сваке године, а постоји и неколико онлајн директоријума је успостављено да помогну организаторима, учесницима и продавцима да препознају догађаје, који највише одговарају њиховим потребама.

## Историја
Модерни привредни сајмови прате традицију европских сајмова из касног средњег века, у ери меркантилног капитализма. У овом раздобљу, произвођачи и занатлије су посећивали градове како би продали и изложили своје производе. Крајем осамнаестог века, индустријске изложбе у Европи и Америци постају све учесталије осликавајући тако технолошку динамичност Индустријске револуције.
Крајем 19. века, концепт годишњег привредног сајма, широм индустрија, добија на значају у свим индустријским гранама, ширећи се из европских произвођачких центара, у Северну Америку. До 20. века, појавиле су се посебне компаније које су се бавиле само управљањем, и успостављена су трајна места за одржавање, односно конвенциони центри као места за одржавањем како редосних тако и ротирајућих привредних сајмова.
У 21. веку, са брзом индустрализацијом Азије, привредни сајмови и изложбе су постали уобичајена појава широм Азијског континента. Кина доминира изложбеном индустријом у Азији, која броји више од 55% свих продајних простора у региону у 2011. години.

## Данас
Привредни сајмови често подразумевају значајна улагања у маркетинг од стране компанија учесница. Трошкови укључују изнајмљивање простора, дизајнирање штанда и осмишљавање презентација изложбених производа, телекомуникације и умрежавање, путовање, смештај и промотивну литературу и узорке које ће давати учесницима. Као додатак, укључени су и трошкови услуга насталих на сајму, као што су електричне услуге, услуге чишћења штанда, интернет услуге и комуналне услуге. Због свега овога, градови често промовишу привредне сајмове као средства економског развоја. Припрема и праћење такође тражи доста времена које мора да се уложи.
Због чињенице да су свака четири од пет посетиоца привредног сајма потенцијални купци, компаније издвајају значајне буџете како би учествовали у оваквим догађајима. Технолошка достигнућа су ставила графички дизајн и дигиталне излоге у први план. Трошкови могу такође укључивати и забавне активности и игре како би њихов бренд остао запамћен након самог завршетка догађаја.
Од излагача који присуствују догађају захтева се да користе штампани или онлајн приручник за излагаче, како би наручили неопходне услуге које су им потребне и прикупили сву неопходну папирологију, која се тиче испуњавања здравствених и безбедносних захтева. Све је већи број привредних сајмова који се одвијају онлајн и ова догађања се називају виртуелни привредни сајмови. Они су све популарнији због релативно ниских трошкова и зато што нема потребе за путовањем, без обзира да ли посећујемо или излажемо.